# Archidiecezja Cardiff-Menevii
Archidiecezja Cardiff-Menevii (łac. Archidioecesis Cardiffensis–Menevensis, ang. Archdiocese of Cardiff–Menevia) – katolicka archidiecezja brytyjska położona w zachodniej części kraju, obejmująca swoim zasięgiem południową Walię. Siedziba arcybiskupa znajduje się w katedrze św. Dawida w Cardiff.

## Historia
Chrześcijaństwo dotarło na teren Walii w III w. W ciągu kolejnych wieków podejmowano misję dalszej chrystianizacji tych terenów, który został ostatecznie zakończony w XI w. Pracowało tutaj wiele zakonów, w tym cystersi, dominikanie i franciszkanie.
W 1536 r. król Anglii Henryk VIII Tudor, nie mogąc uzyskać zgody papieskiej na rozwód z Katarzyną Aragońską ogłosił Akt Supremacji, na mocy którego ogłosił się głową Kościoła w Anglii. Oznaczało to rozpoczęcie prześladowań wszystkich tych którzy nie chcieli się podporządkować monarsze oraz zejście Kościoła katolickiego do podziemia. Większość katolików pod wpływem zaistniałej sytuacji ostatecznie przeszła na anglikanizm. Dyskryminację katolików w Wielkiej Brytanii zniosła dopiero ustawa z 1829 r., która zezwoliła im na swobodny kult oraz dostęp do urzędów publicznych.
Mimo prześladowań już w 1688 r. utworzono dla tej części kraju tzw. Dystrykt Zachodni (Western District), na czele którego stali mianowani przez Stolicę Apostolską wikariusze apostolscy, posiadający rangę biskupa. W 1840 r. została z niego wydzielona Walia, która weszła w skład Dystryktu Walii. Dziesięć lat później został on przekształcony w diecezję Newportu i Menevii (od 1895 r. pod nazwą diecezja Newport).
7 lutego 1916 r. dotychczasowa diecezja Newportu została podniesiona do rangi archidiecezji i metropolii z siedzibą w Cardiff.
12 września 2024 przyłączono do archidiecezji zlikwidowaną diecezję Menevii.

## Biskupi
- Peter Smith (2001–2010)
- George Stack (2011-2022)
- Mark O’Toole (od 2022)

## Główne świątynie
- Archikatedra św. Dawida w Cardiff
- Konkatedra św. Józefa w Swansea